# حسين المناصرة
حسين عبد الله موسى المناصرة (1958-) هو كاتب وأستاذ جامعي فلسطيني، ولد في بني نعيم في الخليل، حصل على دكتوراه في النقد الأدبي الحديث من معهد البحوث والدراسات العربية في القاهرة في 2001، يكتب في مجالات النقد الأدبي، والرواية، والقصة القصيرة، والمسرحية، والمقالة الفكرية،  ويعمل أستاذ في جامعة الملك سعود في الرياض منذ سنة 1987، وهو عضو في رابطة الكتاب الأردنيين، وتجمع الأدباء والكتاب الفلسطينيين، والجمعية اللغوية للمترجمين واللغويين العرب، ورابطة المسبار الأدبية، ومؤسس وعضو وحدة أبحاث السرديات، ووحدة أبحاث الشعريات بجامعة الملك سعود.

## التعليم
أنهى دراسته الثانوية في قريته في سنة 1977، وحصل على شهادة البكالوريوس في اللغة العربية وآدابها من الجامعة الأردنية سنة 1981، وعلى شهادة الماجستير في النقد الأدبي الحديث من كلية الآداب بالجامعة الأردنية في 1985،  ثم حصل على شهادة الدكتوراه في النقد الأدبي الحديث من قسم البحوث والدراسات الأدبية بمعهد البحوث والدراسات العربية بجامعة الدول العربية سنة 2001، وكانت رسالته بعنوان «المرأة وعلاقتها بالآخر في الرواية الفلسطينية».

## مؤلفات
صدرت له عدة أعمال أدبية منها:
- «فرح أنطون روائياً ومسرحياً» دراسة نقدية، دار الكرمل للنشر والتوزيع، 1994، 256 صفحة.[5]
- «ثقافة المنهج: الخطاب الروائي نموذجًا: مقاربات في الوعي النقدي السردي» دراسة نقدية، دار المقدسية للطباعة والنشر والتوزيع، حلب، 1999.[6]
- «المرأة وعلاقتها بالآخر في الرواية العربية الفلسطينية» دراسة نقدية، بيروت: المؤسسة العربية للدراسات والنشر، 2002.[7]
- «القضية الفلسطينية في الأدب المعاصر» دراسة نقدية، بالاشتراك، 2002.
- «النسوية في الثقافة والإبداع» دراسة نقدية، 2007.[8]
- «ذاكرة رواية التسعينيات: قراءات في الرواية السعودية» دراسة نقدية، بيروت: دار الفارابي، 2008.[9]
- «فضاءات الكتابة: قراءات في الثقافة والإبداع» دراسة نقدية، القاهرة: شمس للنشر والتوزيع، 2008.[10]
- «زرقاء اليمامة والتنفس حلمن: مجموعتان قصصيتان»، 2009.[11]
- «وهج السرد: مقاربات في الرواية السعودية ونقدها» دراسة نقدية، 2010.
- «وهج السرد: مقاربات في الخطاب السردي السعودي»، عالم الكتب الحديث، 2010.[12]
- «بوابة خربة بني دار» رواية، 1997.
- «داريا أو الحوت ينام في جوف الريموت» رواية، 1999.
- «خندق المصير» رواية، بيروت، لبنان: دار الفارابي، 2002.[13]
- «لقاء في الفوج الأخير» قصص، 1995.
- «التبغ واللعنة آخر ما توصل إليه عبد الله المسكين» قصص، 1996.[14]
- «داريا وبقايا من الهذيان»، قصص، دار الفارس للنشر والتوزيع، عمان، 1999.[15]
- «الليلة الشاردة الواردة» قصص قصيرة جداً، 1999,
- «في طريقهم إلى الجنون» نص مسرحي، 1994.
- «الرخ يعانق بروميثيوس أو دليلة تتقيأ» نص مسرحي، 1995.
- «مقاربات في السرد» نقد، 2012.
- «قراءات في المنظور السردي النسوي»، 2013.[16]
- «فردوس الأرض المغتصبة» دراسات في الرواية الفلسطينية، 2013.[17]
- «الجدار والإنسان: قراءات في ثقافات القصة القصيرة وجمالياتها» دار جامعة الملك سعود للنشر، الرياض، 2015.[18]
- «الرواية العربية المعاصرة: ثوابت ومتغيرات»، كتارا، 2017.[19]
- «سيد المفاتيح: قصص قصيرة جدا»، المنهل للنشر الإلكتروني، 2019.[20]
- «النخبة والهامش: قراءات في الثقافة والإبداع»، كتبنا، 2020.[21]

### إعداد وتحرير وإشراف
- «القصة القصيرة والقصة القصيرة جدًا في الأدب السعودي» إعداد وتحرير حسين المناصرة، كرسي الأدب السعودي، مطابع جامعة الملك سعود، 2013.
- «ندوة استلهام التراث العربي في الأدب السعودي» ملخصات الأبحاث وسير المشاركين الذاتية، مطابع جامعة الملك سعود، 2013.
- «التشكل والمعنى في الخطاب السردي» الانتشار العربي - بيروت ووحدة السرديات- الرياض، 2013.
- «ديوان «رغبة اكتمال» مجموعة من الشعراء الشباب» إشراف ومراجعة حسين المناصرة، بسطة إبداع ودار الرقمية الكتاب الأول، فلسطين، 2012.
- «ندوة السرد والهوية» ملخصات الأبحاث وسير المشاركين الذاتية، مطابع جامعة الملك سعود، 2012.
- «أصداء الندوة الدولية - قضايا المنهج في الدراسات اللغوية والأدبية – النظرية والتطبيق»، مطابع جامعة الملك سعود، 2010.

## جوائز
- حصل على جائزة جامعة الملك سعود للتميز العلمي وجائزة أفضل كتاب مؤلف، فرع التخصصات الاجتماعية والإنسانية (مناصفة)، 2016م. (عن كتاب الجدار والإنسان: قراءات في القصة القصيرة).
- جائزة جدّة للدراسات النقدية والأدبية التي يمنحها النادي الأدبي الثقافي بجدة (مناصفة) عام 2015.[22]
- جائزة أبها للثقافة في مجال النصوص المسرحية من إمارة منطقة عسير ونادي أبها الأدبي عام 1997 عن نصّه «الرخ يعانق بروميثيوس أو دليلة تتقيّأ».
- رشحه قسم اللغة العربية وآدابها وكلية الآداب بجامعة الملك سعود للحصول على جائزة الملك فيصل العالمية في الآداب للعام 2014م، في موضوع «دراسات الرواية العربية الحديثة».